# 小行星4591
小行星4591（4591 Bryantsev）是一颗绕太阳运转的小行星，为主小行星带小行星。该小行星于1975年11月1日发现。

## 轨道参数
小行星4591的轨道半长轴为2.4539495 UA，离心率为0.238。